# Праттвілл (Алабама)
Праттвілл (англ. Prattville) — місто (англ. city) в США, в округах Отога і Елмор штату Алабама. Адміністративний центр округу Отоґа. Населення — 37 781 особа (2020).

## Назва
Назва міста пов'язана з іменем його засновника, Даніеля Пратта, якого називали першим промисловцем Алабами. Також має неофіційну назву «Фонтан-сіті» через велику кількість артезіанських свердловин, що колись знаходились в цьому місті.

## Географія
Праттвілл розташований за координатами 32°27′44″ пн. ш. 86°27′41″ зх. д. / 32.46222° пн. ш. 86.46139° зх. д. (32.462235, -86.461264).  За даними Бюро перепису населення США в 2010 році місто мало площу 87,41 км², з яких 85,09 км² — суходіл та 2,32 км² — водойми.

## Демографія
Згідно з переписом 2010 року, у місті мешкало 33 960 осіб у 12 711 домогосподарстві у складі 9305 родин. Густота населення становила 388 осіб/км².  Було 13541 помешкання (155/км²).
Расовий склад населення:
| - 78,5 % — білих - 16,7 % — чорних або афроамериканців - 1,4 % — азіатів - 0,4 % — корінних американців - 0,1 % — вихідців з тихоокеанських островів - 1,1 % — осіб інших рас |

До двох чи більше рас належало 1,8 %. Частка іспаномовних становила 3,1 % від усіх жителів.
За віковим діапазоном населення розподілялося таким чином: 27,1 % — особи молодші 18 років, 61,0 % — особи у віці 18—64 років, 11,9 % — особи у віці 65 років та старші. Медіана віку мешканця становила 36,3 року. На 100 осіб жіночої статі у місті припадало 91,1 чоловіків;  на 100 жінок у віці від 18 років та старших — 87,6 чоловіків також старших 18 років.
Середній дохід на одне домашнє господарство  становив 68 506 доларів США (медіана — 55 297), а середній дохід на одну сім'ю — 81 668 доларів (медіана — 71 207). Медіана доходів становила 50 532 долари для чоловіків та 33 236 доларів для жінок. За межею бідності перебувало 11,5 % осіб, у тому числі 17,7 % дітей у віці до 18 років та 4,7 % осіб у віці 65 років та старших.
Цивільне працевлаштоване населення становило 15 397 осіб. Основні галузі зайнятості: освіта, охорона здоров'я та соціальна допомога — 21,1 %, публічна адміністрація — 13,1 %, роздрібна торгівля — 12,6 %.

## Історія
Даніель Пратт, виходець із Нью-Гемпшира, вперше з'явився в цій місцевості в 1830-х роках.
Він купив близько 1000 акрів по $ 21,00 за акр (половина з цих грошей повинна була бути виплачена очищенною бавовною), і приступив до створення своїх виробництв на берегах річки яка би забезпечувала енергією машини для очищення бавовни.
Він побудував у місті красиві мануфактури, які мають витончені арки, високі стелі і величезні відкриті простори, цікаві цегляні і кам'яні будівлі в мальовничому місці поруч з Отоґа-крик. Кілька цегляних конструкцій, що були побудовані Праттом, досі використовуються у виробництві бавовняних джинсів. Ці будівлі найдовше безперервно були промисловими будівлями в державі. Інші сусідні будівлі, незайняті з 1997 року, згоріли дотла 10 вересня 2002 року.
Зростання Пратвілла було засновано на підприємствах Пратта. За десять років Пратт перетворив болотисті 1000 акрів лісистої місцевості на процвітаюче селище з населенням 800 чоловік. Джинсова мануфактура Даніеля Пратта була економічним наріжним каменем, на якому було побудоване нове місто. Компанія Пратта стала найбільшим виробником джинсів у світі. Замовлення на джинси надходили з Росії, Великої Британії, Франції, Куби, Мексики, Центральної та Південної Америки. Прибутки від джинсової мануфактури Пратт фінансував в інші галузі.
Інші галузі, які Пратт заснував в своєму місті до 1850, у яких він володів частково або повністю були стулки, двері, штори, машини і ковальські майстерні, вагонні мануфактури, олов'яні мануфактури і млини.
У 1860 році Пратвілл налічував вже 1500 осіб, більшість з яких працювали на заводах Пратта. У місті була публічна бібліотека, дві школи, чотири церкви та мерія. Пратвілл, як місто, був офіційно зареєстрований 8 серпня 1865 року.